# Южное (Карагандинская область)
Южное (каз. Южное) — село в Абайском районе Карагандинской области Казахстана. Входит в состав Коксунского сельского округа. Находится к западу от Шерубайнуринского водохранилища, примерно в 22 км к юго-западу от города Абай, административного центра района. Код КАТО — 353253500.

## Население
В 1999 году численность населения села составляла 621 человека (321 мужчина и 300 женщин). По данным переписи 2009 года, в селе проживало 607 человек (300 мужчин и 307 женщин).